# Lissonota elegantissima
Lissonota elegantissima là một loài tò vò trong họ Ichneumonidae.